# Golling an der Salzach
Golling an der Salzach is een gemeente in de Oostenrijkse deelstaat Salzburger Land, en maakt deel uit van het district Hallein.
Golling an der Salzach telt 4022 inwoners. Bij Golling stroomt de rivier de Lammer in de Salzach.

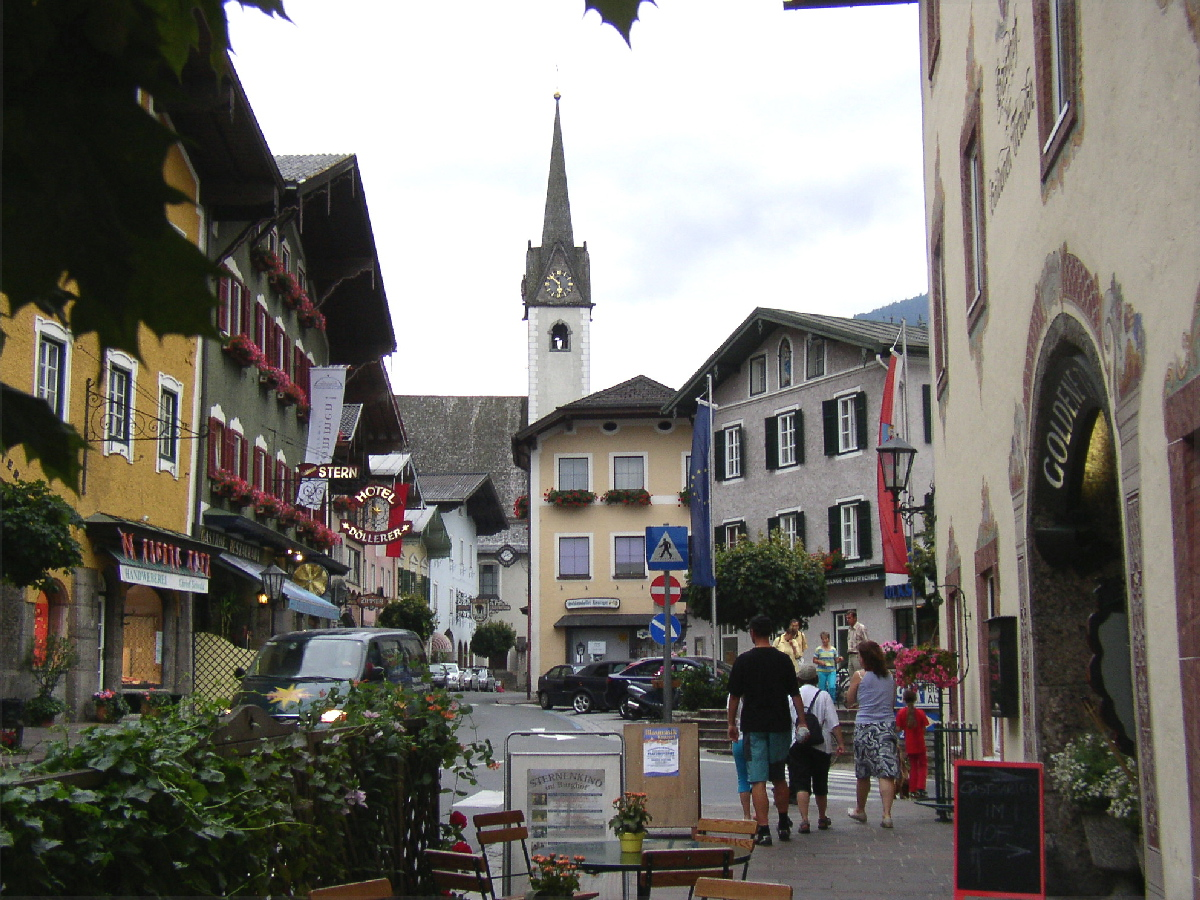
Centrum

Abtenau ·
Adnet ·
Annaberg-Lungötz ·
Bad Vigaun ·
Golling ·
Hallein ·
Krispl ·
Kuchl ·
Oberalm ·
Puch ·
Rußbach ·
St. Koloman ·
Scheffau
- Gemeinsame Normdatei: 4093744-6
- Library of Congress Control Number: n90716445
- Nationale Bibliotheek van Israël: 987007565253005171
- Virtual International Authority File: 146713718
- WorldCat: E39PBJmxQWtqPhrW6YcyjMFqcP